# Llista de monuments d'Òdena
Llista de monuments d'Òdena inclosos en l'Inventari del Patrimoni Arquitectònic Català per al municipi d'Òdena (Anoia). Inclou els inscrits en el Registre de Béns Culturals d'Interès Nacional (BCIN) amb la classificació de monuments històrics, els Béns Culturals d'Interès Local (BCIL) de caràcter immoble i la resta de béns arquitectònics integrants del patrimoni cultural català.
| Monument                                           | Protecció    | Estil/època                        | Localització                                                   | Coordenades                                          | Codi?         | Imatge |
| -------------------------------------------------- | ------------ | ---------------------------------- | -------------------------------------------------------------- | ---------------------------------------------------- | ------------- | --- |
| Castell d'Òdena                                    | BCIN 1121-MH | XII-XIII                           | Òdena C. de la Torre                                           | 41° 36′ 22″ N, 1° 38′ 22″ E / 41.605988°N,1.639326°E | RI-51-0005563 | Castell d'Òdena · Vegeu més fotos d'aquest monument · Carregueu una nova foto d'aquest monument                                         |
| Església de Sant Pere d'Òdena                      |              | Eclecticisme XX Mitjan             | Òdena Pl. Major                                                | 41° 36′ 24″ N, 1° 38′ 32″ E / 41.606751°N,1.642350°E | IPA-5858      | Església de Sant Pere d'Òdena · Vegeu més fotos d'aquest monument · Carregueu una nova foto d'aquest monument                           |
| Església de Sant Miquel d'Òdena                    | BCIL 2001    | Romànic XI-XII                     | Òdena Al peu de la ctra. d'Òdena per Can Macià                 | 41° 36′ 15″ N, 1° 38′ 39″ E / 41.604299°N,1.644285°E | IPA-5859      | Església de Sant Miquel d'Òdena · Vegeu més fotos d'aquest monument · Carregueu una nova foto d'aquest monument                         |
| Can Macià, Mas Rossinyol de Moragues o Can Bohigas | BCIL 2001    | Obra popular XVI, XVIII            | Òdena Ctra. d'Igualada a Òdena, per Can Macià                  | 41° 35′ 55″ N, 1° 39′ 22″ E / 41.598747°N,1.656050°E | IPA-5861      | Can Macià (Òdena) · Vegeu més fotos d'aquest monument · Carregueu una nova foto d'aquest monument                                       |
| Aqüeducte-pont Gran                                |              | XIX                                | Òdena                                                          | 41° 35′ 31″ N, 1° 36′ 25″ E / 41.591874°N,1.606841°E | IPA-5868      | Aqüeducte-pont Gran (Òdena) · Vegeu més fotos d'aquest monument · Carregueu una nova foto d'aquest monument                             |
| Can Mercader, o Can Mercader de Briners            |              | Obra popular XVI-XIX               | Òdena Ctra. de les Malloles, km 17,5                           | 41° 36′ 28″ N, 1° 36′ 42″ E / 41.607732°N,1.611577°E | IPA-6721      | Carregueu una nova foto d'aquest monument                                                                                               |
| Pont de la O                                       |              | Obra popular XX                    | Òdena Camí de Can Roca a Ca n'Enrich                           | 41° 36′ 19″ N, 1° 37′ 48″ E / 41.605208°N,1.629989°E | IPA-6722      | Carregueu una nova foto d'aquest monument                                                                                               |
| Pantà de Can Macià                                 |              | Obra popular XX                    | Òdena Després de la casa                                       | 41° 35′ 47″ N, 1° 39′ 29″ E / 41.596487°N,1.658106°E | IPA-6723      | Pantà de Can Macià (Òdena) · Vegeu més fotos d'aquest monument · Carregueu una nova foto d'aquest monument                              |
| Ca n'Enrich                                        |              | Obra popular XVIII                 | Òdena Camí des del Polígon                                     | 41° 37′ 34″ N, 1° 37′ 46″ E / 41.626238°N,1.629527°E | IPA-6724      | Carregueu una nova foto d'aquest monument                                                                                               |
| Ca n'Aguilera de les Rovires                       |              | Obra popular XVII-XVIII            | Òdena Ctra. Igualada-Manresa, prop del Rossinyol               | 41° 37′ 52″ N, 1° 39′ 21″ E / 41.631180°N,1.655971°E | IPA-6725      | Carregueu una nova foto d'aquest monument                                                                                               |
| La Morera                                          |              | Obra popular Medieval-XVIII        | Òdena Ctra. de les Malloles                                    | 41° 37′ 15″ N, 1° 37′ 11″ E / 41.620926°N,1.619861°E | IPA-6726      | Carregueu una nova foto d'aquest monument                                                                                               |
| Ca n'Oranies                                       |              | Obra popular XVI-XVIII, XIX        | Òdena Camí des de la carretera                                 | 41° 34′ 52″ N, 1° 38′ 47″ E / 41.581175°N,1.646331°E | IPA-6727      | Ca n'Oranies (Òdena) · Vegeu més fotos d'aquest monument · Carregueu una nova foto d'aquest monument                                    |
| Centre Unión Odenense                              |              | Obra popular XX                    | Òdena Pl. del Centre - l'Espelt                                | 41° 35′ 55″ N, 1° 35′ 35″ E / 41.598548°N,1.593100°E | IPA-6728      | Centre Unión Odenense (Òdena) · Vegeu més fotos d'aquest monument · Carregueu una nova foto d'aquest monument                           |
| Molí de Can Roca                                   |              | Obra popular XVII                  | Òdena                                                          | 41° 35′ 55″ N, 1° 38′ 11″ E / 41.598572°N,1.636393°E | IPA-6731      | Molí de Can Roca (Òdena) · Vegeu més fotos d'aquest monument · Carregueu una nova foto d'aquest monument                                |
| Can Puig Bufer                                     |              | Obra popular XV-XVII               | Òdena Prop de Can Rumbà, ctra. de les Malloles                 | 41° 38′ 38″ N, 1° 36′ 50″ E / 41.644026°N,1.613848°E | IPA-6733      | Carregueu una nova foto d'aquest monument                                                                                               |
| Can Rumbà                                          |              | Obra popular XVI, XIX              | Òdena Ctra. de les Malloles, a l'est de Puig Bufer             | 41° 39′ 10″ N, 1° 37′ 45″ E / 41.652706°N,1.629052°E | IPA-6734      | Carregueu una nova foto d'aquest monument                                                                                               |
| Cooperativa Sindicat Agrícola                      |              | Noucentisme XX Inici               | Òdena Ctra. Manresa                                            | 41° 36′ 22″ N, 1° 38′ 38″ E / 41.606011°N,1.643823°E | IPA-6735      | Cooperativa Sindicat Agrícola (Òdena) · Vegeu més fotos d'aquest monument · Carregueu una nova foto d'aquest monument                   |
| Centre Fraternal Instructiu                        |              | Noucentisme XX                     | Òdena C. Jaume I, 28                                           | 41° 36′ 23″ N, 1° 38′ 24″ E / 41.606394°N,1.639942°E | IPA-6736      | Centre Fraternal Instructiu (Òdena) · Vegeu més fotos d'aquest monument · Carregueu una nova foto d'aquest monument                     |
| Font de la Torre                                   |              | Noucentisme, obra popular XX Inici | Òdena C. de la Torre                                           | 41° 36′ 22″ N, 1° 38′ 23″ E / 41.606107°N,1.639653°E | IPA-6738      | Font de la Torre (Òdena) · Vegeu més fotos d'aquest monument · Carregueu una nova foto d'aquest monument                                |
| Forn de guix La Productora                         |              | Obra popular XX Inici              | Òdena Camí de les Baumes                                       | 41° 36′ 25″ N, 1° 38′ 20″ E / 41.606871°N,1.638824°E | IPA-6739      | Carregueu una nova foto d'aquest monument                                                                                               |
| Cabana de vinya                                    |              | Obra popular XIX                   | Òdena Prop Can Puig Bufer                                      |                                                      | IPA-6740      | Carregueu una nova foto d'aquest monument                                                                                               |
| Sala de cups de Can Brunet                         |              | XIX Mitjan                         | Òdena Can Brunet                                               | 41° 38′ 18″ N, 1° 39′ 06″ E / 41.638397°N,1.65179°E  | IPA-6741      | Carregueu una nova foto d'aquest monument                                                                                               |
| Molí del Boix                                      |              | Obra popular                       | Òdena Esquerra riu Anoia                                       |                                                      | IPA-26436     | Carregueu una nova foto d'aquest monument                                                                                               |
| Ajuntament d'Òdena                                 |              | Obra popular XX Inici              | Òdena                                                          | 41° 36′ 23″ N, 1° 38′ 31″ E / 41.60652°N,1.64197°E   | IPA-38446     | Ajuntament d'Òdena · Vegeu més fotos d'aquest monument · Carregueu una nova foto d'aquest monument                                      |
| Teuleria de Can Biel                               |              | Obra popular                       | Òdena Torrent de Can Prat                                      |                                                      | IPA-40763     | Carregueu una nova foto d'aquest monument                                                                                               |
| Forn de calç de Can Prat                           |              | Obra popular                       | Òdena                                                          |                                                      | IPA-40764     | Carregueu una nova foto d'aquest monument                                                                                               |
| Molí de Can Brunet de Baix                         |              | Obra popular                       | Òdena                                                          |                                                      | IPA-40765     | Carregueu una nova foto d'aquest monument                                                                                               |
| Molí de Can Brunet de Dalt                         |              | Obra popular                       | Òdena                                                          |                                                      | IPA-40766     | Carregueu una nova foto d'aquest monument                                                                                               |
| Església parroquial de la Mare de Déu de la Pau    |              | Darreres tendències XX             | Òdena Pla de Sant Pere                                         | 41° 34′ 53″ N, 1° 38′ 19″ E / 41.58152°N,1.638555°E  | IPA-5860      | Església parroquial de la Mare de Déu de la Pau (Òdena) · Vegeu més fotos d'aquest monument · Carregueu una nova foto d'aquest monument |
| Cal Ramon, o Cal Màrius                            |              | Eclecticisme XX                    | Òdena C. Tres Casetes, 1, l'Espelt                             | 41° 36′ 01″ N, 1° 35′ 32″ E / 41.600283°N,1.592255°E | IPA-6729      | Cal Ramon (l'Espelt) · Vegeu més fotos d'aquest monument · Carregueu una nova foto d'aquest monument                                    |
| Can Magí de les Alzines                            |              | Obra popular XVIII-XIX             | Òdena L'Espelt, prop veïnat de Masarnau                        | 41° 36′ 21″ N, 1° 35′ 56″ E / 41.605721°N,1.598926°E | IPA-6732      | Can Magí de les Alzines (Òdena) · Vegeu més fotos d'aquest monument · Carregueu una nova foto d'aquest monument                         |
| Església de Santa Magdalena de l'Espelt            | BCIL 2001    | Neoclassicisme XVII-XX             | Òdena A la vora de ctra. de l'Espelt, a 13 km de la N-II       | 41° 35′ 59″ N, 1° 35′ 44″ E / 41.599672°N,1.595571°E | IPA-5871      | Església de Santa Magdalena de l'Espelt (Òdena) · Vegeu més fotos d'aquest monument · Carregueu una nova foto d'aquest monument         |
| Cabana de vinya a l'Espelt                         |              | Obra popular XVIII-XIX             | Òdena Camí de l'Espelt a Rubió                                 |                                                      | IPA-5873      | Carregueu una nova foto d'aquest monument                                                                                               |
| Ermita de Sant Pere de les Botxes o Botges         | BCIL 2001    | Romànic XI-XII                     | Òdena Prop de les Malloles, ctra. BV-1031, km 9,1              | 41° 38′ 33″ N, 1° 37′ 22″ E / 41.642433°N,1.622753°E | IPA-5865      | Carregueu una nova foto d'aquest monument                                                                                               |
| Can Ventayols, o Can Ventaiols                     |              | Obra popular XV-XIX                | Òdena Passat el raval de l'Aguilera                            | 41° 36′ 58″ N, 1° 40′ 07″ E / 41.616071°N,1.668731°E | IPA-6737      | Can Ventayols (Òdena) · Vegeu més fotos d'aquest monument · Carregueu una nova foto d'aquest monument                                   |
| Capella de Sant Bernabé d'Aguilera                 | BCIL 2001    | Romànic XII-XX                     | Òdena Can Ferran, raval de l'Aguilera                          | 41° 36′ 54″ N, 1° 39′ 47″ E / 41.614901°N,1.663065°E | IPA-5876      | Capella de Sant Bernabé d'Aguilera (Òdena) · Vegeu més fotos d'aquest monument · Carregueu una nova foto d'aquest monument              |
| Capella de Sant Sebastià                           | BCIL 2001    | XVII                               | Òdena Al costat del mas de Sant Sebastià, ctra. N-II, km 562,1 | 41° 35′ 05″ N, 1° 40′ 11″ E / 41.584835°N,1.669789°E | IPA-5864      | Capella de Sant Sebastià (Òdena) · Vegeu més fotos d'aquest monument · Carregueu una nova foto d'aquest monument                        |

L'aqüeducte de l'Espelt és entre els municipis d'Òdena i Igualada (vegeu la llista de monuments d'Igualada)